# Wilhelm Neef
Wilhelm Neef (* 28. Januar 1916 in Köln; † 20. März 1990 in Potsdam) war ein deutscher Filmkomponist und Dirigent, der zahlreiche Kompositionen für die DEFA arrangierte. Darüber hinaus schrieb er einige Symphonien und Konzerte sowie eine Abhandlung über Chansons: Das Chanson – Eine Monographie.

## Leben
Nach dem Besuch des Kaiser-Karl-Gymnasiums in Aachen erzwangen seine Eltern das philologische Studium, das er 1936 bis 1938 in Köln und Bonn absolvierte und mit dem Staatsexamen als Musiklehrer abschloss. Während des Zweiten Weltkriegs wurde er als Soldat in die Wehrmacht eingezogen. Nach seiner Verweigerung des Kriegsdienstes entging er nur knapp der standrechtlichen Erschießung. Er konnte fliehen und wurde bis Kriegsende von politischen Flüchtlingen verborgen. 
Nach dem Krieg fand er Arbeit am Theater. Er war nacheinander Kapellmeister und Regieassistent am Stadttheater in Hanau, musikalischer Leiter am heutigen Städtischen Theater in Tübingen, Intendant des Ortenauer Landestheaters, Dirigent in Aachen, Mönchen-Gladbach und Bonn sowie Musikpädagoge. Auf Elly Neys Anregung, die eines seiner Klavierwerke aufgeführt hatte, suchte er Kontakt mit dem „Osten“ und siedelte 1951 in die DDR über, wurde musikalischer Oberleiter am Potsdamer Landestheater, übte 1953 bis 1955 eine Dramaturgentätigkeit an der Deutschen Staatsoper aus und war Dozent für Musik an der Babelsberger Staatlichen Filmhochschule. Er wohnte seit 1955 als freischaffender Komponist in Kleinmachnow bei Berlin, schrieb Instrument Werke, Schauspiel- und Filmmusik, Chansons, Lieder, musikalische Komödie Die Millionen der Yvette (1963) und die Oper Das schweigende Dorf (1961).

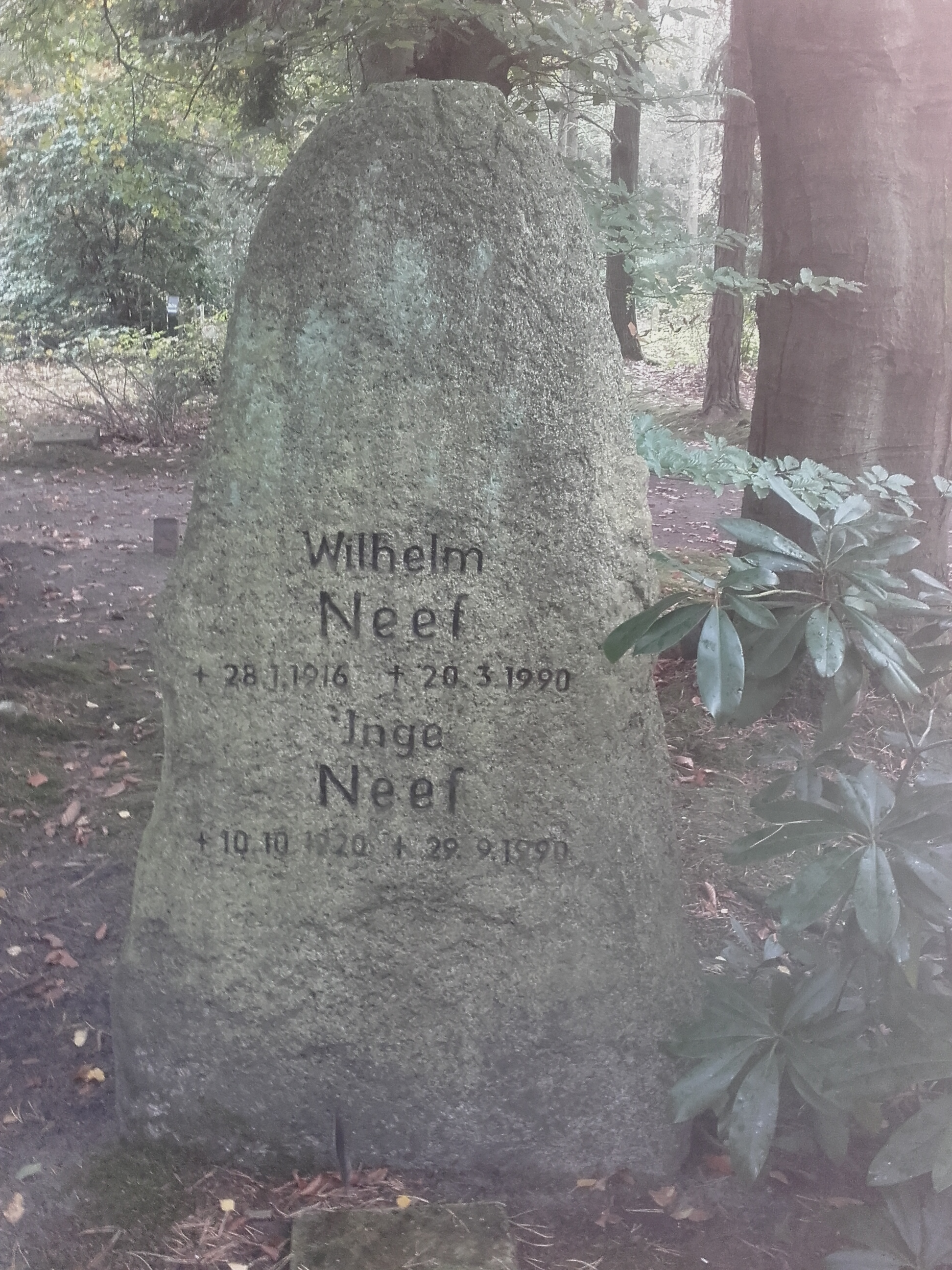
Wilhelm Neefs Grab auf dem Südwestkirchhof Stahnsdorf in Stahnsdorf

Nachdem er bereits 1978 Vorsitzender des Arbeitskreises Potsdam beim Verband der Komponisten und Musikwissenschaftler der DDR war, wurde er bei der Konstituierung des Bezirksverbandes Potsdam der Komponisten im April 1980 zum Bezirksvorsitzenden gewählt. Im Oktober 1986 wurde er von dem Komponisten Gerhard Rosenfeld in diesem Amt abgelöst.
Sein Grab befindet sich auf dem Südwestkirchhof Stahnsdorf.

## Auszeichnungen
- 1974 Theodor-Fontane-Preis des Bezirks Potsdam
- 1981 Kunstpreis des FDGB
- 1986 Ehrennadel des Verbandes der Komponisten und Musikwissenschaftler der DDR in Gold
- 1986 Vaterländischer Verdienstorden in Gold[6]

## Filmografie (Auswahl)
- 1952: Roman einer jungen Ehe
- 1954: Ernst Thälmann – Sohn seiner Klasse
- 1955: Ernst Thälmann – Führer seiner Klasse
- 1956: Der Richter von Zalamea
- 1956: Der Hauptmann von Köln
- 1957: Schlösser und Katen – 1. Teil: Der krumme Anton
- 1957: Schlösser und Katen – 2. Teil: Annegrets Heimkehr
- 1958: Sie kannten sich alle
- 1958: Das Lied der Matrosen
- 1959: Kabale und Liebe
- 1961: Der Fremde
- 1962: Minna von Barnhelm oder Das Soldatenglück
- 1962: Die schwarze Galeere
- 1963: An französischen Kaminen
- 1963: Sonntagsfahrer
- 1963:  Christine
- 1964: Viel Lärm um nichts
- 1965: Wenn du groß bist, lieber Adam
- 1966: Die Söhne der großen Bärin
- 1967: Chingachgook, die große Schlange
- 1967: Geschichten jener Nacht (Episode 4)
- 1970: Tödlicher Irrtum
- 1970: Weil ich dich liebe …
- 1971: Osceola
- 1971: Husaren in Berlin
- 1978: Matrosen in Berlin